# Тамбовка (Самарская область)
Тамбовка — село в Большеглушицком районе Самарской области. Входит в состав сельского поселения Новопавловка.

## Расположение
Село Тамбовка расположено в Большеглушицком районе Самарской области, на реке Большой Иргиз. Село находится в лесостепной зоне. От районного центра, села Большая Глушица расстояние менее 20 км.

## История
Село возникло в 1820-х гг. под названием Пестравский Выселок. Заселено выходцами из Тамбовской губернии, что и отражено в названии, которое утвердилось позднее.

## Население
| 2010 |
| ---- |
| 737  |

## Сельское хозяйство
После развала колхоза «Трудовой гигант» сельское хозяйство представлено в основном возделыванием зерновых. Животноводство полностью отсутствует и осталось только в частных подворьях.

## Инфраструктура
В селе работает основная общеобразовательная школа, дом культуры, библиотека, часовня в честь «Казанской божьей матери», сельский совет, магазины, мастерская.

## Культура
Каждую зиму в селе проходит лыжная эстафета посвященная памяти Героя Советского Союза Николая Фёдоровича Попова.
По сложившейся уже традиции на данном мероприятии присутствует много почётных гостей со всей Самарской области.

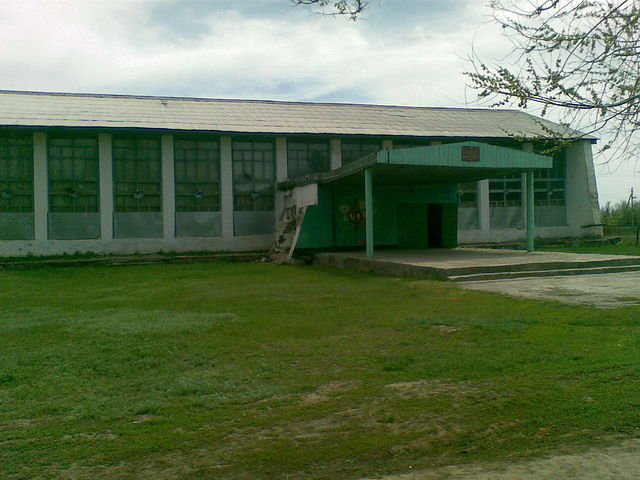
Дом культуры села
Бюст Героя Советского Союза Н. Ф. Попова
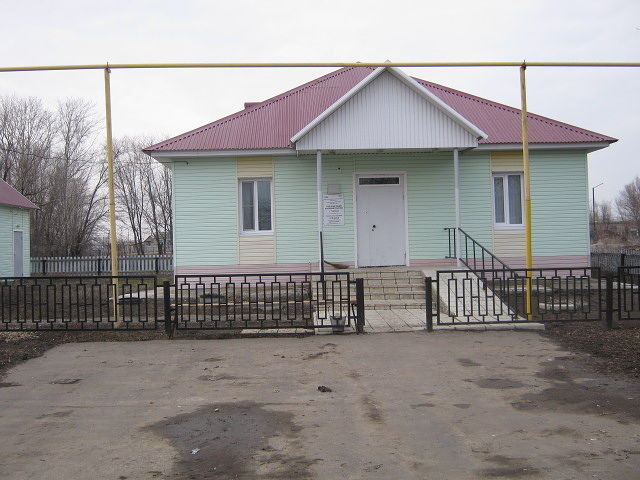
Офис врача общей практики
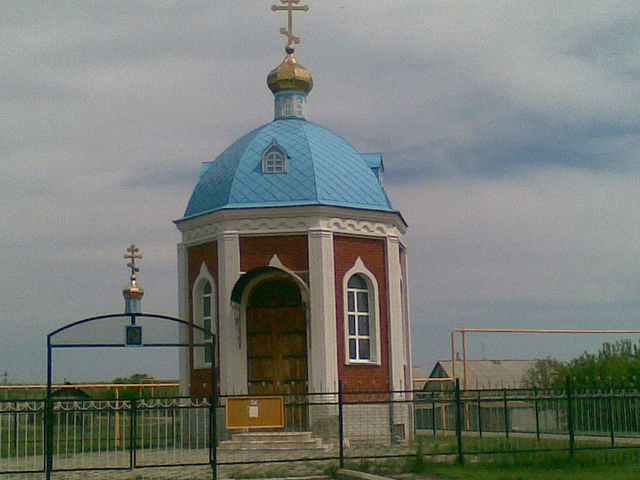
Часовня в честь Казанской Божьей Матери
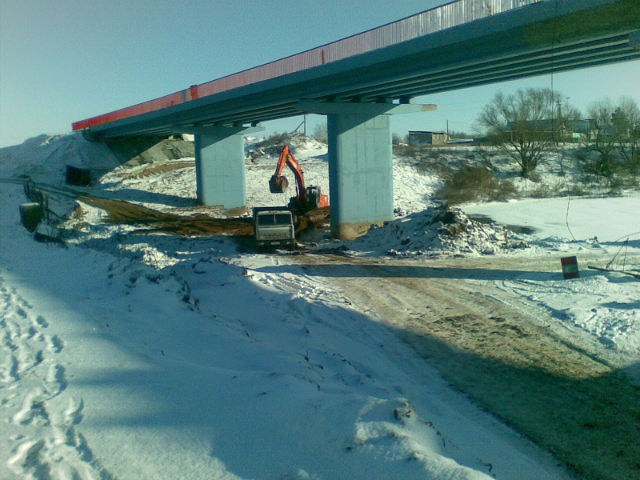
Новый мост, построенный в 2011 году

## Известные уроженцы
- Попов, Иван Ефимович (1895—19??) — советский военачальник, полковник.